# Надежда Басара
Надежда Басара (Београд, 1957) српска и немачка је лекарка. Важи за једног од водећих стручњака за трансплантацију матичних ћелија у Немачкој и Европи. Тренутно је директорка интерне медицине у болници Sankt Franziskus у немачком граду Флензбургу.

## Каријера
Басара је рођена 1957. у Београду, где се и школовала, дипломирала, магистрирала, докторирала и радила као начелник функционалне дијагностике на Институту за хематологију Клиничког центра Србије. У Београду је и специјализирала клиничку фармакологију, док је по доласку на рад у Немачку 1997. године, специјализирала и интерну медицину и субспецијализирала хемато-онкологију. Врло брзо постаје доцент на Универзитету у Мајнцу, а потом професор на Универзитету у Лајпцигу. 
Тренутно обавља посао директора лекарима интерне медицине у наставној болници Медицинског факултета у Килу, "Malteser St. Franziskus Hospital Flensburg" и управља пројектом уједињених пет хемато-онколошких болница крајњег севера Немачке.
Ужа специјалност проф др Надежде Басаре јесу матичне ћелије и њихова трансплантација. Њен рад изражен кроз бројке изгледа овако: докторка је до 2023. године обавила 2.500 трансплантација од којих је 1.900 било алогених.  Изузетне успехе постигла је у лечењу свих облика малигних и немалигних болести, лечила је преко 50.000 онколошких и хематолошких пацијената, од којих је преко 1.000 са Балкана. У последњих десет година успешност преживљавања пацијената, две године после трансплантације матичних ћелија, код проф др Басаре је највиша у свету - чак 88 одсто. Она је једина докторка са Балкана и из југоисточне Европе која није рођена, није се школовала и и која до 40. године није живела у Европској унији, а која је добила титулу немачког професора медицине.
Проф. др Басара је објавила 125 научних радова искључиво у иностраним медицинским часописима са највишим научним индексом, који су цитирани од других светских научника више од 5000 пута.
О изузетном научном статусу и истакнутој позицији проф др Надежде Басаре у академским круговима сведоче и подаци да проф др Надежда Басара испитује студенте као председник комисија на завршном испиту из медицине на Универзитету у Килу и лекаре на специјалистичком испиту из хематоонкологије као председник комисија. Проф др Басара је и ментор докторантима и гостујући професор на Медицинским факултетима у Београду и Нишу.

## Награде
2014. Године, на Сретење, добија од председника Републике Србије Томислава Николића Медаљу за златне заслуге у области медицине, на предлог студената Медицинског факултета у Београду.
2019. године добила је награду за допринос у области науке коју додељује црногорска Управа за дијаспору.
У мају 2021. године одликована је Орденом светог Саве другог реда, прва је докторка која је добила ово одликовање од када је установљено. У храму Светог Саве у Београду, патријарх Порфирије ју је одликовао, што је његово прво одликовање од доласка на чело Српске православне цркве.

## Лични живот
Професор доктор Надежда Басара у браку је са Браниславом Басаром, машинским и фарма инжењером, експертом на нивоу Европске уније за ГМП услове производње трансплантата матичних ћелија у клин румс-у, као и осигурања квалитета процеса на трансплантационим одељењима. 
Надежда Басара има три држављанства, а немачко је добила 2004. године. Пацијенти из Црне Горе је предлажу за црногорско држављанство, и 2012. га и добија.
Брачни пар Басара има двоје деце - сина Вукашина који ради као електроинжењер и руководилац пројеката развода електричне енергије у Немачкој. Успешно се у редовима јуниорског тима Партизана бавио ватерполом, а касније је као јуниор био један од најбољих кошаркаша Немачке.
Ћерка Миљана је магистар психологије и психо-онколог,а такође је завршила специјализацију за психотерапеута. Дипломирала је и на музичкој академији, на одсеку за клавир. Вишеструка је победница музичких такмичења младих Немачке, коју је представљала на фестивалу у Хелсинкију.